# 上十条
上十条（かみじゅうじょう）は、東京都北区の町名。現行行政地名は上十条一丁目から五丁目。住居表示実施済区域。

## 地理
東京都北区の南部に位置する。十条地区の中央部および北部にあたる。十条駅周辺に広がる住宅地となっている。

### 地価
住宅地の地価は、2024年（令和6年）7月1日の地価調査によれば、上十条2-17-4の地点で62万1000円/m2となっている。

## 歴史
かつては上十条村の一部であった。

### 沿革
- 1871年（明治4年）11月14日 - 浦和県（現埼玉県）から東京府に編入。
- 1889年（明治22年）5月1日 - 王子村、豊島村、上十条村、下十条村、堀之内村および船方村の西半分が合併し、王子村となる。
- 1909年（明治41年）8月8日 - 町制施行し、王子町となる。
- 2024年 (令和6年)9月 - J& TERRACE（ジェイトテラス）竣工・JR十条駅前

## 経済

### 地主
『日本紳士録』によると、上十条の地主・家主は飯田姓の人物がいる。

### 産業
かつて存在した企業
- 飯田百貨店本店[7]

### 事業所
2021年（令和3年）現在の経済センサス調査による事業所数と従業員数は以下の通りである。
| 丁目         | 事業所数  | 従業員数 |
| ------------ | --------- | -------- |
| 上十条一丁目 | 102事業所 | 450人    |
| 上十条二丁目 | 184事業所 | 1,311人  |
| 上十条三丁目 | 118事業所 | 699人    |
| 上十条四丁目 | 55事業所  | 228人    |
| 上十条五丁目 | 45事業所  | 261人    |
| 計           | 504事業所 | 2,949人  |

#### 事業者数の変遷
経済センサスによる事業所数の推移。
| 年                 | 事業者数 |
| ------------------ | -------- |
| 2016年（平成28年） | 612      |
| 2021年（令和3年）  | 504      |

#### 従業員数の変遷
経済センサスによる従業員数の推移。
| 年                 | 従業員数 |
| ------------------ | -------- |
| 2016年（平成28年） | 3,206    |
| 2021年（令和3年）  | 2,949    |

## 世帯数と人口
2023年（令和5年）1月1日現在（東京都発表）の世帯数と人口は以下の通りである。
| 丁目         | 世帯数    | 人口     |
| ------------ | --------- | -------- |
| 上十条一丁目 | 1,661世帯 | 2,682人  |
| 上十条二丁目 | 1,245世帯 | 1,892人  |
| 上十条三丁目 | 1,674世帯 | 2,546人  |
| 上十条四丁目 | 1,329世帯 | 2,184人  |
| 上十条五丁目 | 1,714世帯 | 3,090人  |
| 計           | 7,623世帯 | 12,394人 |

### 人口の変遷
国勢調査による人口の推移。
| 年                 | 人口   |
| ------------------ | ------ |
| 1995年（平成7年）  | 14,421 |
| 2000年（平成12年） | 13,696 |
| 2005年（平成17年） | 13,485 |
| 2010年（平成22年） | 13,601 |
| 2015年（平成27年） | 12,848 |
| 2020年（令和2年）  | 12,701 |

### 世帯数の変遷
国勢調査による世帯数の推移。
| 年                 | 世帯数 |
| ------------------ | ------ |
| 1995年（平成7年）  | 6,886  |
| 2000年（平成12年） | 6,877  |
| 2005年（平成17年） | 7,144  |
| 2010年（平成22年） | 7,502  |
| 2015年（平成27年） | 7,271  |
| 2020年（令和2年）  | 7,469  |

## 地域

### 教育
- 北区立王子第五小学校
- 北区立王子第三小学校

学区
区立小・中学校に通う場合、学区は以下の通りとなる（2023年10月時点）。
| 丁目         | 番地 | 小学校               | 中学校                 |
| ------------ | ---- | -------------------- | ---------------------- |
| 上十条一丁目 | 全域 | 北区立十条小学校     | 北区立十条富士見中学校 |
| 上十条二丁目 | 全域 | 北区立王子第五小学校 | 北区立十条富士見中学校 |
| 上十条三丁目 | 全域 | 北区立王子第五小学校 | 北区立十条富士見中学校 |
| 上十条四丁目 | 全域 | 北区立王子第三小学校 | 北区立十条富士見中学校 |
| 上十条五丁目 | 全域 | 北区立王子第三小学校 | 北区立十条富士見中学校 |

## 施設
- 東京都水道局北営業所
- ジェイトエル
- 北都税事務所

## 交通

### 鉄道
- 埼京線十条駅

### 道路
- 東京都道318号環状七号線
- 東京都道455号本郷赤羽線

## ゆかりのある人物
- 武政恭一郎（埼玉県の財産家、実業家） - 住所が上十条[18]。

## その他

### 日本郵便
- 郵便番号 : 114-0034[3]（集配局 : 王子郵便局[19]）。